# Análise de citações
Análise de citações é o exame da freqüência, padrões e gráficos de citações em artigos e livros. Ele usa citações em trabalhos acadêmicos para estabelecer links para outros trabalhos ou outros pesquisadores. Análise de citações é um dos métodos mais utilizados de bibliometria. Por exemplo, ligação bibliográfica e co-citação são medidas de associação com base em análise de citações (citações ou referências compartilhadas).